# 6-я сапёрная армия
6-я сапёрная армия — армия сапёров в вооружённых силах СССР во время Великой Отечественной войны.

## Формирование
Сформирована в октябре 1941 года в Приволжском военном округе в составе 16-й, 17-й, 18-й и 19-й сапёрных бригад. Штаб армии располагался в Пензе.
В апреле 1942 года была расформирована 16-я бригада; в октябре управление армии преобразовано в 35-е управление оборонительного строительства, 18-я и 19-я бригады — подчинены непосредственно фронту, а 17-я бригада — переформирована в специализированную бригаду.

## Инженерные работы
Армия предназначалась для строительства части Сурского рубежа обороны по линии Васильсурск — Саранск — Пенза — Петровск — Саратов.
С февраля 1942 года возводила для войск Брянского фронта оборонительные рубежи и переправы через Дон, обвод Воронежа, Воронежский оборонительный рубеж и тыловые оборонительные рубежи 40-й и 60-й армий.
Сапёрные бригады привлекались к инженерному обеспечению Воронежско-Ворошиловградской операции (28 июня — 24 июля 1942 года).

## Командный состав
Командующие:
- военинженер 1 ранга А. С. Корнев (октябрь 1941 г. — 25 февраля 1942 г.)
- полковник М. И. Черных (25 февраля 1942 г. — 17 мая 1942 г.)
- военинженер 1 ранга А. Г. Андреев (17 мая 1942 г. — 14 июня 1942 г.)
- генерал-лейтенант инженерных войск А. С. Гундоров (14 июня 1942 г. — 31 августа 1942 г.)